# فيتاليو فيدوريف
فيتاليو فيدوريف (بالأوكرانية: Федорів Віталій Миколайович)‏ (21 أكتوبر 1987 في أوكرانيا - ) هو لاعب كرة قدم أوكراني في مركز الدفاع. شارك مع منتخب أوكرانيا تحت 19 سنة لكرة القدم ومنتخب أوكرانيا تحت 21 سنة لكرة القدم ومنتخب أوكرانيا لكرة القدم. أما مع النوادي، فقد لعب مع أمكار بيرم ودينامو كييف ونادي سبارتاكس يورمالا وFC Dynamo-3 Kyiv ‏ وFC Dynamo-2 Kyiv ‏ وأولمبيك دونيتسك وهوفيرلا أوجهورود ‏ وكريفباس كريفي ريه ‏.

## وصلات خارجية
- فيتاليو فيدوريف على موقع اتحاد أوكرانيا (الإنجليزية)
- فيتاليو فيدوريف على موقع قاعدة بيانات كرة القدم.إي يو (الإنجليزية)
- فيتاليو فيدوريف على موقع ناشيونال فوتبول تيمز (الإنجليزية)
- فيتاليو فيدوريف على موقع Soccerway.com (الإنجليزية)